# ウェスレアン・メソヂスト教会
ウェスレアン・メソジスト教会(うぇすれあんめそじすときょうかい)は、戦前に日本にあったプロテスタントの教団。
1918年にアメリカ・ウェスレアン・ミッションがM・ギブス宣教師を日本に派遣した。この宣教団は、東京の板橋区に宣教段の本部をおいて活動した。
1941年の日本基督教団の成立においては、第十部に加入した。戦後はイムマヌエル綜合伝道団と提携関係にある。